# Вржогрнци
Вржогрнци (мкд. Вржогрнци) су насеље у Северној Македонији, у североисточном делу државе. Вржогрнци су у оквиру општине Ранковце.

## Географија
Вржогрнци су смештени у североисточном делу Северне Македоније. Од најближег града, Куманова, село је удаљено 30 km источно.
Село Вржогрнци се налази у историјској области Славиште. Насеље је положено на јужним падинама планине Герман, на приближно 590 метара надморске висине.
Месна клима је планинска због знатне надморске висине.

## Становништво
Вржогрнци су према последњем попису из 2002. године имали 29 становника. Од тога огромну већину чине етнички Македонци (100%).
Претежна вероисповест месног становништва је православље.